# 大善寺自動車学校
株式会社大善寺自動車学校（だいぜんじじどうしゃがっこう）は、福岡県久留米市に本社を置く福岡県公安委員会指定自動車教習所を運営する企業。旧校名は大善寺自動車教習所。

## 概要
久留米、大川方面の他、佐賀方面（三根町、千代田町、上峰町）への送迎バスによる送迎も行っている。

## 取得できる免許
- 普通自動車
- 大型自動車
- 中型自動車
- 大型特殊自動車
- けん引
- 大型自動二輪車
- 普通自動二輪車

## アクセス
- 西鉄天神大牟田線大善寺駅から徒歩2分

## 学校周辺
- 大善寺ゴルフガーデン